# Gravité Zéro
Gravité Zéro est un groupe éphémère de hip-hop français, originaire de Vitry-sur-Seine, dans le Val-de-Marne. Il se compose de deux MCs James Delleck et Deufré Le Jouage (du groupe Hustla) et du DJ Detect. Il puise ses inspirations dans la culture science-fiction. Le genre est plutôt apocalyptique[Quoi ?] pour Gravité Zéro et Infini, cyberpunk pour Bestiols. 

## Biographie
Les deux membres de Gravité Zéro, James Delleck et Deufré Le Jouage sont issus de la scène hip-hop underground. Avant la formation du groupe, Le Jouage est l'une des figures de proue du groupe Hustla, et James Delleck se popularise avec un maxi, L'Antre de la folie avec Teki Latex et le maxi Acouphène. 
Concernant leur rencontre, Delleck explique « Nous habitons dans la même ville, Vitry, et depuis maintenant pas mal d’années nous collaborons plus au moins dans les projets de l’un et de l’autre. Mais c’est surtout une même philosophie de la musique qui nous a rassemblé. J’ai connu James à l’époque ou l’on n’avait pas de cheveux et quand j’ai commencé à rapper, vers 95, par le biais d’un ami que l’on avait en commun. En plus quand nous avons été abandonné dans la montagne, c’est dans la même famille de loups que nous avons été élevé, alors forcément ça crée des liens. »
Gravité Zéro se forme en 2001. Après deux ans de travail, en juin 2003, le groupe publie un EP intitulé Infini, produit par Dust aka Peter’ Son,,. La même année, en novembre, ils publient leur premier album studio conceptuel, Gravité Zéro, qui fait notamment participer Fuzati et Hi-Tekk.
Delleck et Le Jouage font aussi partie du Klub des 7, dont le dernier album est publié en mai 2009. En 2012, Gravité Zéro revient officiellement, après leur disparition en 2005, avec un nouvel EP intitulé Bestiols, qui annonce un nouvel opus courant 2013,.